# Morgen
Cet article concerne le film roumain. Pour la chanson du même titre représentant les Pays-Bas à l'Eurovision 1968, voir Morgen (chanson).
Ne doit pas être confondu avec Morgen !.
Pour plus de détails, voir Fiche technique et Distribution.
Morgen est un film roumain réalisé par Marian Crișan, sorti en 2010 en Roumanie et en 2011 en France.

## Synopsis
Le récit se déroule à Salonta, petite ville roumaine proche de la frontière avec la Hongrie. Nelu, agent de sécurité dans un supermarché de la ville, est amateur de pêche, qu'il pratique tous les matins avant le travail. Il doit laisser une carpe à la frontière, mais peu après, il fait une « pêche » plus singulière : un clandestin turc qui remonte avec angoisse la rivière.

## Fiche technique
- Titre : Morgen
- Titre original : Morgen
- Réalisation : Marian Crișan
- Scénario : Marian Crișan
- Format : couleur
- Pays :  Roumanie,  France et  Hongrie
- Genre : Drame
- Durée : 100 minutes
- Dates de sortie :
  -  1er octobre 2010
  -  2 février 2011

## Distribution
- András Hatházi : Nelu
- Yilmaz Yalcin : Behran, le clandestin turc
- Elvira Rimbu : Florica, la femme de Nelu
- Dorin C. Zachei : Daniel, le frère de Florica, patron de la boulangerie
- « Kecske » Molnár Levente : Ovidiu, de la police frontalière
- Razvan Vicoveanu : Mircea, de la police frontalière
- Alina Vicoveanu : l'infirmière

## Distinctions
- Festival de Locarno 2010 : 4 récompenses dont le Prix spécial du Jury et le Prix œcuménique.
- Festival international du film de Thessalonique 2010 : meilleur réalisateur, meilleurs acteurs ex aequo pour András Hatházi et Yilmaz Yalcin
- Festival international du film de Reykjavik : meilleur film